# Rogério Cezar de Cerqueira Leite
Rogério Cezar de Cerqueira Leite (Santo Anastácio, 14 de julho de 1931 – Campinas, 1 de dezembro de 2024) foi um engenheiro eletrônico, físico e intelectual brasileiro.

## Carreira
Graduado em engenharia eletrônica pelo Instituto Tecnológico de Aeronáutica (ITA) em 1958, obteve seu doutorado em Física pela Universidade de Paris (Sorbonne) em 1962. Trabalhou como pesquisador da Bell Laboratories, de 1962 até 1970. Lecionou no ITA, na Unicamp (1970-1987) e na Universidade de Paris (como professeur d'échange). Dirigiu o Instituto de Física e criou o Departamento de Física do Estado Sólido da Universidade de Campinas. Foi o primeiro no país a utilizar o laser para estudar propriedades dos materiais. Ainda na Unicamp, implantou o Departamento de Música e em seguida o Instituto de Artes, além de ter assumido a Coordenadoria Geral das Faculdades (1975-1980).
Foi membro do grupo de trabalho de Energia da União Internacional de Física Pura e Aplicada-IUPAP. Foi membro do Conselho Nacional de Ciência e Tecnologia (CCT) e do Conselho Nacional de Desenvolvimento Econômico e Social (Conselhão). 

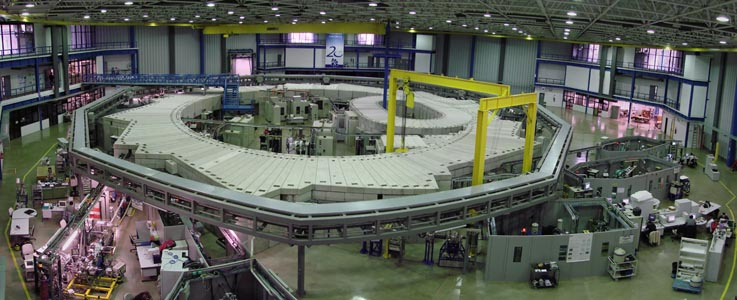
Laboratório Nacional de Luz Síncrotron, em Campinas

Foi Presidente de Honra do Conselho de Administração do CNPEM (Centro Nacional de Pesquisas em Energia e Materiais), entidade responsável pela gestão dos Laboratórios Nacionais de Luz Síncrotron (LNLS), de Biociências (LNBio), de Ciência e Tecnologia do Bioetanol (CTBE) e de Nanotecnologia (LNNano). Foi membro de vários conselhos de entidades científicas, tais como SBPC e FAPESP. É consultor de várias agências estatais, tais como a FINEP, e de organizações privadas. Voltou a ser Presidente do Conselho de Administração do CNPEM em 2015. 
Criou e dirigiu por 20 anos a CODETEC, empresa que criou a primeira incubadora tecnológica do Brasil (1975-96) e desenvolveu mais de uma centena de projetos para diferentes organizações públicas e privadas.
Foi idealizador do projeto e liderou o debate que culminou na criação da Companhia de Desenvolvimento do Polo de Alta Tecnologia de Campinas (Ciatec). A companhia foi instalada no primeiro governo de José Roberto Magalhães Teixeira, convencido por Cerqueira Leite sobre a decisão estratégica que seria a instalação de um parque tecnológico no município.
Faleceu em 1 de dezembro de 2024, no Hospital Centro Médico, em Campinas. Estava internado por conta de uma parada cardiorrespiratória, em 18 de novembro do mesmo ano. Seu falecimento foi lamentado pelo presidente brasileiro, Luiz Inácio Lula da Silva.

## Produção científica
É autor de 80 trabalhos em revistas especializadas. Foi editor da Solid State Communications, editada em Oxford (Inglaterra), de 1974 a 1988, e revisor de cerca de 20 revistas internacionais. 
Obteve cerca de 3 000 citações em revistas científicas, segundo o Science Citation Index.

## Outras atividades
Foi vice-presidente executivo da Companhia Paulista de Força e Luz (1983 a 1986) durante o governo de Franco Montoro, quando a empresa era estatal.
É membro do conselho editorial do jornal Folha de S.Paulo desde 1978.
Publicou mais que dois mil artigos em jornais e escreveu vários livros sobre temas como a atuação das multinacionais, o programa nuclear brasileiro, ensino superior e transferência de tecnologia.
Em 2016, publicou um artigo criticando a atuação do juiz Sergio Moro.

## Títulos e honrarias
- Foi agraciado com a comenda da Ordem Nacional do Mérito da França
- Cátedra da Universidade de Montreal, Canadá
- Grã-Cruz da Ordem Nacional do Mérito Científico
- Pesquisador emérito do CNPq.
- Título Cidadão Campineiro[14]
- Recebeu o Building Scientific Institutions Prize 2012, conferido pelo Escritório Regional para a América Latina e Caribe da Academia de Ciências para o Mundo em Desenvolvimento (TWAS, da sigla em inglês) a pesquisadores com participação ativa na constituição de instituições de pesquisa.
- Prêmio TOP Etanol. Contribuição e valorização do setor sucroenergético brasileiro
- Personalidade do ano. UNA Brasil.
- Homenagem pelas inúmeras e relevantes contribuições na construção e consolidação de políticas e instituições de Ciência, Tecnologia e Inovação- MCTI

## Livros publicados
- Física do Estado Sólido
- Pró-álcool — a Única Alternativa para o Futuro
- As Sete Pragas da Universidade Brasileira
- Energia para o Brasil – Um Modelo de Sobrevivência
- Tecnologia e Desenvolvimento Nacional
- Energia Nuclear e outras Mitologias
- Um Roteiro para Música Clássica